# Какимжан
Какимжан (каз. Кәкімжан, до 1991 г. — Агарту) — аул в Саркандском районе Жетысуской области Казахстана. Входит в состав Бакалинского сельского округа. Находится на примерно в 35 км к северо-востоку от районного центра, города Сарканд. Код КАТО — 196037200.

## Население
В 1999 году население аула составляло 275 человек (147 мужчин и 128 женщин). По данным переписи 2009 года, в ауле проживали 194 человека (99 мужчин и 95 женщин).